# I'll Wait
"I'll Wait" är en låt av det amerikanska hårdrocksbandet Van Halen. Den utgavs som singel i april 1984 och återfinns som sjunde låt på albumet 1984. Singeln nådde plats 13 på Billboard Hot 100.

## Låtlista
Singel (USA)
| 1. | I'll Wait (radio edit) | 4:10 |

| 1. | Girl Gone Bad | 4:33 |

Singel (Storbritannien) / Maxisingel (USA)
| 1. | I'll Wait (radio edit) | 4:10 |

| 1. | Drop Dead Legs | 4:13 |

## Medverkande
- David Lee Roth – sång
- Eddie Van Halen – gitarr, keyboard
- Alex Van Halen – trummor
- Michael Anthony – basgitarr, bakgrundssång